# Frank Sanders
Frank Sanders, artiestennaam van Franklin Fonseca Balinge (Amsterdam, 15 mei 1946) is een Nederlands cabaretier, acteur, zanger, regisseur, choreograaf en danser.

## Biografie
Sanders studeerde aan de Amsterdamse Johan Verdoner Akademie voor Kleinkunst en behaalde in 1967 zijn einddiploma. Hij maakte zijn theaterdebuut in de musical De Stunt en in 1968 vervulde hij een kleine rol in de musical Sweet Charity met Jasperina de Jong in de hoofdrol. De samenwerking met Jasperina de Jong kreeg in 1970-1971 een vervolg in de onewomanshow De Jasperina Show. Ondertussen werkte hij ook mee aan Nederlandse Tv-programma’s waaronder Rust noch duur en de shows van Adèle Bloemendaal in 1969-1970. In verschillende kleine theaters kreeg hij uitstekende kritieken met zijn eigen cabaretprogramma Tekstpierement, waarvoor hij ook een aantal liedjes schreef.
In 1972 trad Jos Brink toe tot deze groep en legden zij samen de basis voor het theaterproductiebedrijf Tekstpierement, dat in korte tijd zou uitgroeien tot een van de belangrijkste productiebedrijven van Nederland.
Aanvankelijk werd een aantal cabaretprogramma’s gemaakt, maar later gingen Sanders en Brink ook musicals produceren. In 1979 werd Maskerade, hun eerste avondvullende Tekstpierement-musical, een groot succes. Later volgen andere grote succesvolle musicals als Amerika Amerika (1981), Max Havelaar, Evenaar (1983-1985), Madame Arthur (1985-1987), Revue, Revue en Zzinderella (1995-1997). Naast hun eigen producties, hadden Sanders en Brink een eigen musicalgroep voor jonge talenten: Star.
Beide mannen kregen ook privé een relatie, die door hun huwelijk werd beklonken.
Tijdens de reprise van Zzinderella in 1997 werd er bij Sanders longtopkanker vastgesteld. De resterende voorstellingen werden geannuleerd en een ziekbed volgde. In 1998 werd hij tegen alle verwachtingen in compleet genezen verklaard.
Naast produceren en acteren had Sanders nog een andere droom die hij eind jaren negentig in vervulling zag gaan; samen met Steven Moonen richtte hij in 1998 de Frank Sanders' Akademie voor Musicaltheater op, die op 1 september 1998 haar deuren opende. De academie biedt een professionele, voltijdse vakopleiding van vier studiejaren voor het leren beheersen van het musicalvak.
Op 26 juli 2007 werd bekendgemaakt dat Sanders' echtgenoot Jos Brink ongeneeslijk ziek was. Brink had darmkanker met uitzaaiingen in de longen, de lymfe en in het been. Hij overleed enkele weken later.
Na het overlijden van Jos Brink gaf Sanders Tekstpierement een nieuw doel: het stimuleren van talent. Hiertoe riep hij de Frank Sanders Musicalbeurs en de Jos Brink Genesius Penning in het leven. De beurs is bedoeld voor makers van oorspronkelijk Nederlands musicaltheater. De beurs werd vijf keer uitgereikt. De penning ging tussen 2009 en 2015 naar een pas afgestudeerde student van de Akademie voor Musicaltheater. Sinds 2015 wordt de Penning uitgereikt aan een podiumkunstenaar met uitzonderlijke talenten.
Na ruim 17 jaar niet op het toneel gestaan te hebben, speelde Sanders in 2014 in de musical The Rozettes van producent Christian Seykens. De voorstelling was geschreven door Allard Blom en het muzikale repertoire bestond uit verschillende bekende songs (onder muzikale leiding van Guus van Wolde). De regie was in handen van Paul van Ewijk. In de eerste voorstellingen stonden Sander Vissers, Wesley de Ridder en Ruben Kuppens aan zijn zijde, en in de verlenging zijn de rollen van Wesley en Ruben overgenomen door Ivo Chundro en Ara Halici. In 2015 speelde hij (toen 69 jaar) met Barrie Stevens, toen 71 jaar oud de productie "The Rozettes - Oude liefde, nieuwe show". In 2016 werd The Rozettes afgesloten met een reeks voorstellingen in restaurant Le Garage van Joop Braakhekke. De cast werd dit seizoen aangevuld met Marjolijn Touw. Sanders speelde alle drie seizoen de dragqueen Lady Felice.
Na drie seizoenen The Rozettes kwam er een spin-off in de vorm van een muzikale talkshow: Een Avond met Lady Felice & Frank Sanders, waarin Frank Sanders voor de pauze als zijn alter ego Lady Felice te zien was en na de pauze als zichzelf. Iedere editie ontving Sanders speciale vocale gasten en een hoofdgast (o.a. Stanley Burleson, Richard Groenendijk, Marjolijn Touw, André van Duin, Anne-Wil Blankers, e.a.).